# Соколовская памятная медаль
Соколовская памятная медаль (чеш.  Sokolovská pamětní medaile) — памятная награда Чехословацкой Социалистической Республики.

## История
Соколовская памятная медаль была учреждена постановлением Правительства от 5 марта 1948 года, которое было опубликовано в Бюллетене Министерства национальной обороны за № 19 от 13 марта 1948 года.

## Положение
В ознаменование пятой годовщины битвы при Соколово медалью были награждены все выжившие и погибшие бойцы Первого Чехословацкого отдельного батальона на территории СССР.
Вместе с медалью, награждённые получили Указ о награждении.
Для повседневного ношения предусмотрена планка, обтянутая лентой цветов медали.

## Описание медали
Медаль изготавливается из металла жёлтого цвета диаметром 33 мм.
На аверсе изображение воина в профиль в зимней униформе с автоматом на перевес. Надписи «Sokolovo» и «8.III.1943» по окружности.
На реверсе медали в центре расположена надпись: «Sokolovská pamětní medaile» (Соколовская памятная медаль), в верху по окружности надпись: «1. československý samostatný polní prapor v SSSR» (1 Чехословацкий отдельный батальон на территории СССР).
Медаль при помощи металлического кольца подвешена к муаровой ленте красного цвета с синими полосками по краям и с чередующимися полосками в центре: белая-красная-белая-синяя-белая-красная-белая-синяя-белая. Ширина ленты 38 мм., длина – 55 мм.